# Sobór Chrystusa Zbawiciela w Piatigorsku
Sobór Chrystusa Zbawiciela, pełna nazwa: sobór Chrystusa Zbawiciela uzdrawiającego chromego przy Owczej Sadzawce – sobór w Piatigorsku, katedra eparchii piatigorskiej i czerkieskiej Rosyjskiego Kościoła Prawosławnego.

## Historia
Decyzja o wzniesieniu w centrum Piatigorska prawosławnej świątyni zapadła w 1830, gdy zatwierdzony został plan miasta z przeznaczonym miejscem pod obiekt sakralny. Car Mikołaj I w czasie wizyty w Piatigorsku polecił, by budowana świątynia była pięciokopułowa. Wtedy też rozpoczęto zbiórkę funduszy na budowę. W 1832 Konstantin Thon zasugerował, by obiekt został wzniesiony w oparciu o jego własny projekt z tomu Projekty cerkwiej – ten sam, według którego powstał sobór Chrystusa Zbawiciela w Moskwie i kilka innych świątyń pod tym samym wezwaniem. Car Mikołaj I zatwierdził plan do realizacji w 1842, zaś budowę rozpoczęto trzy lata później, po zakończeniu zbiórki funduszy na ten cel. Pracami budowlanymi kierował S. Upton. Po ośmiu latach pracy na ścianach niemal gotowej budowli pojawiły się pęknięcia, co skłoniło budowniczych do rozebrania już wzniesionych konstrukcji i wzmocnienia jej fundamentów. W związku z tym car ogłosił kolejną ogólnorosyjską zbiórkę funduszy na budowę soboru w Piatigorsku, dzięki czemu do 1864 udało się wznieść na nowo niemal cały budynek, bez kopuł. W związku z tym w roku następnym Świątobliwy Synod Rządzący wsparł inwestycję dodatkową kwotą 10 tys. rubli. Obiekt był gotowy w 1867, lecz wyświęcony został dopiero dwa lata później, 31 maja 1869. Ceremonii tej przewodniczył biskup kaukaski i czarnomorski Teofilakt. Wyświęcił on ołtarz główny – Chrystusa Zbawiciela – oraz boczny św. Pantelejmona. Konsekracji drugiego ołtarza bocznego św. Mikołaja dokonał w 1902 biskup władykaukaski i mozdocki Włodzimierz.
Od początku XX w. w soborze służyli biskupi pomocniczy eparchii władykaukaskiej, kierujący strukturami cerkiewnymi w obwodzie terskim.
Świątynia pozostawała czynna do lat 30. XX wieku, gdy została zamknięta i zaadaptowana na magazyn zbożowy. W 1936 zapadła decyzja o jej całkowitym zniszczeniu. Z uwagi na rozmiary budynku została wysadzona w powietrze. Uzyskany poprzez zniszczenie soboru materiał budowlany wykorzystano do budowy mostu na rzece Podkumok.
Odbudowę soboru rozpoczęto w 1992.

## Architektura

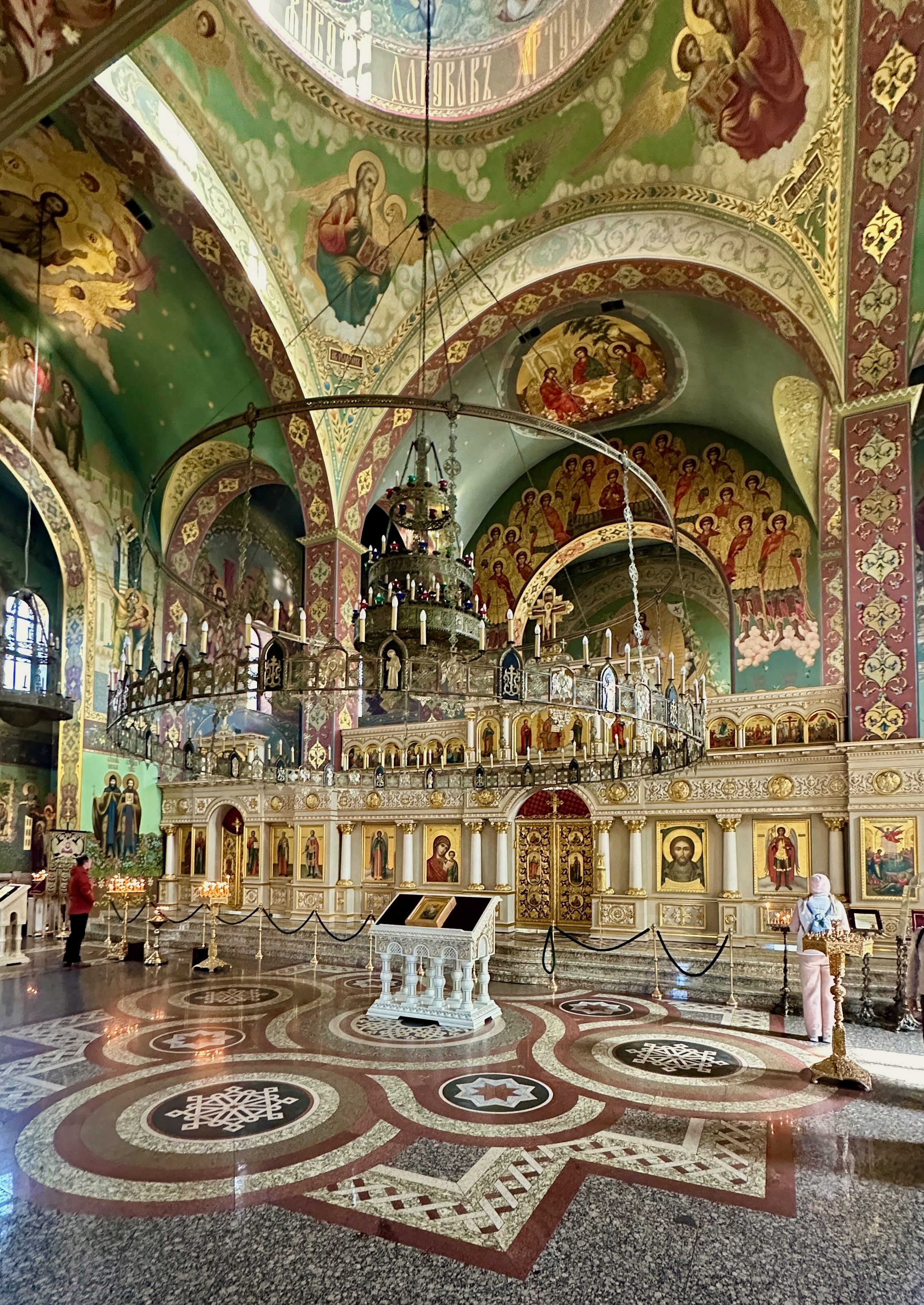
Wnętrze (październik 2023)

Sobór jest budowlą pięciokopułową. Reprezentuje styl bizantyjsko-rosyjski. Główna kopuła świątyni położona jest na wspartym na czterech prostopadłościennych filarach bębnie. Na wewnętrznej stronie polisferycznej kopuły znajduje się wizerunek patrona soboru, podczas gdy na czterech kolumnach przedstawiono wizerunki czterech apostołów. Ściany świątyni pokryte były malowidłami tylko częściowo – wykonano dwa monumentalne freski. Jeden z nich przedstawia Matkę Bożą, naśladując Iwerską Ikonę Matki Bożej. Drugim jest kompozycja Oddajcie Cesarzowi, co cesarskie, a Bogu, co boskie. Na zewnętrznej ścianie soboru, po obu stronach głównego wejścia, umieszczono wizerunki Chrystusa i Maryi naturalnych rozmiarów, wykonane z płytek ceramicznych. W soborze znajdował się drewniany ikonostas.
W sąsiedztwie świątyni znajdowała się dzwonnica oraz kaplica nagrobna hr. Jewdokimowa i jego małżonki (zniszczona w 1936).